# Torre de los Abades de Veruela
La torre de los Abades de Veruela es el único resto del castillo medieval de la localidad zaragozana de Bulbuente anexa al Castillo-Palacio de Bulbuente y formando parte de él.

## Historia
Jaime I el Conquistador donó en el año 1247 a los abades de Veruela la torre que nos ocupa y que originariamente se trataba de una torre defensiva exenta. Se pueden apreciar en ella dos partes bien diferenciadas en orden a su cronología; la inferior construida con sillares de gran tamaño y que podríamos fechar en el siglo XII y atribuirle un origen musulmán, según algunos autores y la parte superior construida con mampostería correspondiente a un recrecimiento datable en el siglo XIV.
En el siglo XVI junto a esta torre se construyó adosado un palacio construido por y para los abades de Veruela.

## Descripción
Se trata de una torre de planta rectangular, de unos 7’5 por 6 metros de base y que tiene cuatro pisos de altura y, aunque había perdido el remate, conservaba algunas almenas originales en la parte superior. 
Dos tercios de la obra son de sillería mientras que el tercio restante es mampuesto. El acceso se realiza por la primera planta del palacio anexo lo que es habitual en las torres defensivas habiendo teniendo la planta baja destinada a almacén.
La segunda planta conserva una cubierta de bóveda de crucería, que parece más tardía que el resto de la construcción.
En la tercera y última planta se abre un mirador con asientos a los lados. Existe una escalera de caracol para acceder a las distintas plantas.